# Flore Wend
Flore Wend née le 31 mars 1909 à Genève et morte le 25 mars 1989 à Menton, est une chanteuse suisse. 

## Biographie
Flore Wend grandit dans un environnement inspiré par la musique et étudie très tôt le piano et le violon, à Paris d'abord (1929) puis  à Berlin jusqu'en 1931, avant l'arrivée au pouvoir des nazis. C'est néanmoins au chant qu'elle se perfectionne, d'abord auprès de son père, Otto Wend, organiste au temple de la Madeleine et professeur au Conservatoire de Genève, puis avec la cantatrice française Rose Féart.
En 1937, elle travaille à Paris sous la direction de Désiré-Émile Inghelbrecht et participe à de nombreux concerts de l’Orchestre National de France. Revenue en Suisse à cause du régime de Vichy, elle ne revient en France qu'après la guerre, pour travailler avec Nadia Boulanger. Elle se rend aussi en Angleterre et rejoint Thomas Beecham.
Elle joue alors dans les festivals de Londres et Glyndebourne.
Elle est choisie, peu après, pour participer à la cérémonie de couronnement de Rainier III, Prince de Monaco. Elle se rapproche ainsi de la Côte d'Azur, région à laquelle elle restera fidèle. 
Plus tard, dans les années 50, elle travaille en Suisse et à Paris, notamment avec Odette Gartenlaub, puis poursuit une carrière internationale en participant à de nombreux festivals musicaux dans toute l'Europe. 
En 1961, elle est engagée au Festival de l’Académie du Disque de Nice. Sans jamais s'eloigner du monde de la musique, elle meurt, en 1989, à Menton.

## Œuvres notables
- Paris, à nous deux de Jean Françaix (1955).
- Le Martyre de Saint Sébastien de Debussy, sous la direction d’Ernest Ansermet (1957)

## Discographie
- Récital Debussy (Vendôme CM 9101) : Grand Prix du disque 1954.
- L’Enfant et les Sortilèges de Ravel (Decca LXT 5019) : Grand Prix du disque 1956.
- Lieder de Mozart (Vendôme BM 8101); Flore Wend (soprano), Odette Gartenlaub (pianiste), 1959[4].